# Krasneanka, Skvîra
Krasneanka (în ucraineană Краснянка) este un sat în comuna Rohizna din raionul Skvîra, regiunea Kiev, Ucraina.

## Demografie
Componența lingvistică a localității Krasneanka
     Ucraineană (97,62%)
     Rusă (2,38%)
Conform recensământului din 2001, majoritatea populației localității Krasneanka era vorbitoare de ucraineană (97,62%), existând în minoritate și vorbitori de rusă (2,38%).